# Madden NFL 06
Madden NFL 06 è un videogioco sportivo sviluppato e pubblicato dall'Electronic Arts nel 2005 per le principali piattaforme di gioco. Il gioco fa parte della serie Madden NFL.